# WebOS

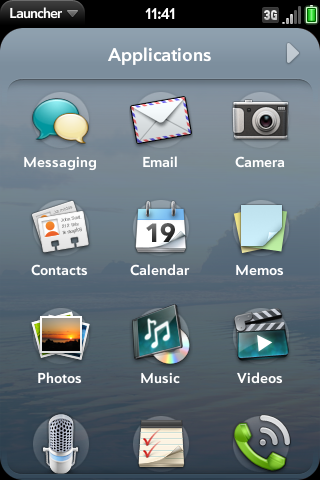
Palm WebOS Startskärm

WebOS, även känt som LG WebOS, i marknadsföring skrivet webOS, tidigare känt som Open WebOS, HP WebOS och Palm WebOS, är ett operativsystem med Linux i grunden. Operativsystemet utvecklades ursprungligen av Palm. Smartphonen Palm Pre var den första telefonen som kom med WebOS.
År 2010 köpte HP Palm och därmed tillhörde WebOS dem. HP använde WebOS som operativsystem i flera av sina produkter.
År 2013 köptes WebOS upp av LG och det används i LG:s smart-TV-apparater.